# Ushuaia Loppet
Der Ushuaia Loppet  bzw. die Marchablanca ist der größte Volkslanglauf Argentiniens und Südamerikas. Er findet jährlich seit 1986 im August in Ushuaia, der südlichsten Stadt der Welt und Hauptstadt der Provinz Tierra del Fuego, statt. Seit 2014 ist er Teil der weltweiten Worldloppet-Serie, die den jeweils bedeutendsten Skimarathon in jedem von aktuell 20 Ländern umfasst. Der heutige Hauptlauf wird auf 42 Kilometern in klassischer Lauftechnik ausgetragen.

## Geschichte
Die Veranstaltung hat ihren Ursprung im Jahr 1981, als eine Gruppe von Skiläufern vom Club Andino Ushuaia (CAU) beschloss, eine Skiüberquerung der Anden zu organisieren zur Erinnerung an die winterlichen Militärexpeditionen über die Anden unter der Führung des südamerikanischen Widerstandskämpfers General José de San Martín, der 1816 die Unabhängigkeit Argentiniens, 1818 Chiles und schließlich 1821 Perus von der spanischen Herrschaft bewirkte. Der aus dieser Skiüberquerung entstandene Volkslanglauf wurde 1986 vom CAU als Marchablanca (auf Deutsch „weißer Marsch“) ins Leben gerufen, als Datum wurde der entsprechende Feiertag (17. August, Paso a la Inmortalidad del General José de San Martín) festgelegt – jedoch über die Jahre immer wieder an organisatorische sowie Schnee- und Wetterbedingungen angepasst. Das Rennen wurde ursprünglich auf zwei Distanzen in freier Lauftechnik ausgetragen: 21 km „Elite“ und 7,5 km „Promo“. Später wurde der 21 km lange Marchablanca auf die klassische Technik umgestellt, was auf der teils engen Loipe eine Verbesserung darstellte.
Der Ushuaia Loppet über 42 km im Freistil kam 2011 als Ergänzung dazu und wurde eine Woche früher veranstaltet. 2016 musste der Hauptlauf wegen Schneemangels abgesagt werden, das 21-km-Rennen Marchablanca in klassischer Technik konnte stattfinden, auch wenn die Loipenbedingungen vorwiegend schlecht waren. Ab dem Folgejahr wurde auch der Hauptlauf in klassischem Laufstil veranstaltet.
Die aktuellen Teilnehmerrekorde wurden 2015 für den Hauptlauf Ushuaia Loppet mit 95 Sportlern und 2011 für den heutigen Marchablanca mit 780 Startenden verbucht. Ende der 1980er Jahre gab es bereits einen Rekord mit über 1000 Teilnehmern.

## Renndistanzen
Folgende Distanzen stehen aktuell (Stand: Saison 2024/2025) zur Auswahl, die alle seit 2017 in der klassischen Technik gelaufen werden müssen:
- 42 km Ushuaia Loppet (Hauptlauf), für Teilnehmer ab 18 Jahren
- 21 km Marchablanca, für Teilnehmer ab 15 Jahren
- 7 km Marchablanca promocional, für Teilnehmer ab 15 Jahren
- 3 km / 600 m / 200 m MiniMarchablanca für 4 bis 14 Jahre alte Kinder

## Strecke
Beide Rennen Ushuaia Loppet und Marchablanca werden auf derselben 21 km langen Rundstrecke in der typischen patagonischen Natur gelaufen. Der Start- und Zielbereich im kleinen argentinischen Langlaufgebiet „Valle de Tierra Mayor“ mit der Loipe „Pista Provincial de Esquí de Fondo“ (PiPEF, auf Deutsch etwa „Skilanglauf-Provinzloipe“) befindet sich 25 Minuten vom Stadtzentrum entfernt. Der Gesamtanstieg für jede Runde beträgt 356 Meter (also 712 m insgesamt für das 42-km-Rennen), die maximale Steigung 13,0 % und das maximale Gefälle −13,3 % (jeweils in kurzen Abschnitten).

## Siegerliste

### Ushuaia Loppet
| Jahr | Datum      | Strecke                                                                   | Sieger                                                                    | Zeit (h)                                                                  | Siegerin                                                                  | Zeit (h)                                                                  |
| ---- | ---------- | ------------------------------------------------------------------------- | ------------------------------------------------------------------------- | ------------------------------------------------------------------------- | ------------------------------------------------------------------------- | ------------------------------------------------------------------------- |
| 2025 | 17. August | aus „logistischen und infrastrukturellen“ (finanziellen) Gründen abgesagt | aus „logistischen und infrastrukturellen“ (finanziellen) Gründen abgesagt | aus „logistischen und infrastrukturellen“ (finanziellen) Gründen abgesagt | aus „logistischen und infrastrukturellen“ (finanziellen) Gründen abgesagt | aus „logistischen und infrastrukturellen“ (finanziellen) Gründen abgesagt |
| 2024 | 18. August | 42 km CT                                                                  | Victor De Lima Santos -2-                                                 | 2:11:19                                                                   | Kirsten Gjere                                                             | 3:37:09                                                                   |
| 2023 | 20. August | 42 km CT                                                                  | Johan Didron                                                              | 2:08:08                                                                   | Isabel Lane                                                               | 2:37:57                                                                   |
| 2022 | 14. August | 42 km CT                                                                  | Victor De Lima Santos                                                     | 2:29:44                                                                   | Kaelyn M. Williams                                                        | 4:22:09                                                                   |
| 2021 | 14. August | wegen der COVID-19-Pandemie virtuell abgehalten                           | wegen der COVID-19-Pandemie virtuell abgehalten                           | wegen der COVID-19-Pandemie virtuell abgehalten                           | wegen der COVID-19-Pandemie virtuell abgehalten                           | wegen der COVID-19-Pandemie virtuell abgehalten                           |
| 2020 | 16. August | wegen der COVID-19-Pandemie virtuell abgehalten                           | wegen der COVID-19-Pandemie virtuell abgehalten                           | wegen der COVID-19-Pandemie virtuell abgehalten                           | wegen der COVID-19-Pandemie virtuell abgehalten                           | wegen der COVID-19-Pandemie virtuell abgehalten                           |
| 2019 | 18. August | 50 km CT                                                                  | Matías Zuloaga                                                            | 2:22:48                                                                   | Claire Waichler                                                           | 2:53:42                                                                   |
| 2018 | 12. August | 50 km CT                                                                  | Federico Cichero -4-                                                      | 2:42:00                                                                   | Tiina Voogne                                                              | 3:52:13                                                                   |
| 2017 | 12. August | 48 km CT                                                                  | Federico Cichero -3-                                                      | 2:16:34                                                                   | Clarisa Laura Panosetti -2-                                               | 3:13:27                                                                   |
| 2016 | 21. August | wegen Schneemangels abgesagt                                              | wegen Schneemangels abgesagt                                              | wegen Schneemangels abgesagt                                              | wegen Schneemangels abgesagt                                              | wegen Schneemangels abgesagt                                              |
| 2015 | 9. August  | 42 km FT                                                                  | Carlos Lannes                                                             | 1:51:55                                                                   | Justyna Kowalczyk                                                         | 1:51:56                                                                   |
| 2014 | 10. August | 42 km FT                                                                  | Federico Cichero -2-                                                      | 2:30:04                                                                   | María Constanza Viaña                                                     | 3:30:04                                                                   |
| 2013 | 25. August | 42 km FT                                                                  | Falk Göpfert                                                              | ?                                                                         | Caroline Göpfert                                                          | ?                                                                         |
| 2012 | 26. August | 42 km FT                                                                  | ?                                                                         | ?                                                                         | ?                                                                         | ?                                                                         |
| 2011 | 22. August | 42 km FT                                                                  | Federico Cichero                                                          | ?                                                                         | ?                                                                         | ?                                                                         |

CT: klassische Technik / FT: Freie Technik
Quellen: 

### Marchablanca
| Jahr | Datum      | Strecke                                                                   | Sieger                                                                    | Zeit (h)                                                                  | Siegerin                                                                  | Zeit (h)                                                                  |
| ---- | ---------- | ------------------------------------------------------------------------- | ------------------------------------------------------------------------- | ------------------------------------------------------------------------- | ------------------------------------------------------------------------- | ------------------------------------------------------------------------- |
| 2025 | 17. August | aus „logistischen und infrastrukturellen“ (finanziellen) Gründen abgesagt | aus „logistischen und infrastrukturellen“ (finanziellen) Gründen abgesagt | aus „logistischen und infrastrukturellen“ (finanziellen) Gründen abgesagt | aus „logistischen und infrastrukturellen“ (finanziellen) Gründen abgesagt | aus „logistischen und infrastrukturellen“ (finanziellen) Gründen abgesagt |
| 2024 | 18. August | 21 km CT                                                                  | Matías Zuloaga -6-                                                        | 1:01:16                                                                   | Yue Wang                                                                  | 1:10:34                                                                   |
| 2023 | 20. August | 21 km CT                                                                  | Matías Zuloaga -5-                                                        | 1:09:48                                                                   | Maria Kayne Di Pilato                                                     | 1:37:17                                                                   |
| 2022 | 14. August | 21 km CT                                                                  | Matías Zuloaga -4-                                                        | 1:14:46                                                                   | Catalina Frungieri -2-                                                    | 1:41:32                                                                   |
| 2021 | 14. August | wegen der COVID-19-Pandemie virtuell abgehalten                           | wegen der COVID-19-Pandemie virtuell abgehalten                           | wegen der COVID-19-Pandemie virtuell abgehalten                           | wegen der COVID-19-Pandemie virtuell abgehalten                           | wegen der COVID-19-Pandemie virtuell abgehalten                           |
| 2020 | 16. August | wegen der COVID-19-Pandemie virtuell abgehalten                           | wegen der COVID-19-Pandemie virtuell abgehalten                           | wegen der COVID-19-Pandemie virtuell abgehalten                           | wegen der COVID-19-Pandemie virtuell abgehalten                           | wegen der COVID-19-Pandemie virtuell abgehalten                           |
| 2019 | 18. August | 25 km CT                                                                  | Manex Silva                                                               | 1:08:53                                                                   | Catalina Frungieri                                                        | 1:34:20                                                                   |
| 2018 | 12. August | 25 km CT                                                                  | Matías Zuloaga -3-                                                        | 1:14:25                                                                   | María Edelia Giro                                                         | 1:42:18                                                                   |
| 2017 | 20. August | 21 km FT                                                                  | Matías Zuloaga -2-                                                        | 1:03:23                                                                   | Claudia Herlein                                                           | 1:28:34                                                                   |
| 2016 | 21. August | 21 km CT                                                                  | Matías Zuloaga                                                            | 0:57:00                                                                   | Clarisa Laura Panosetti                                                   | 1:23:31                                                                   |
| 2015 | 17. August | 21 km CT                                                                  | Carlos Lannes -2-                                                         | 1:17:15                                                                   | Justyna Kowalczyk                                                         | 1:17:10                                                                   |
| 2014 | 17. August | 21 km CT                                                                  | Carlos Lannes                                                             | 1:07:58                                                                   | María Constanza Viaña                                                     | 2:00:25                                                                   |
| 2013 | 18. August | 21 km CT                                                                  | Falk Göpfert                                                              | ?                                                                         | Caroline Göpfert                                                          | ?                                                                         |

CT: klassische Technik / FT: Freie Technik
Quellen: 